# Премия Министерства обороны СССР
Премия Министерства обороны СССР присуждалась за лучшие литературные произведения на героико-патриотическую тему, впервые выпущенные Воениздатом. Учреждена Министерством обороны СССР в 1966 году. Один раз в два года присуждались первая, вторая и третья премии, а также поощрительные дипломы. Первое присуждение состоялось в 1968 году, последнее — в 1988.

## Лауреаты
|      | Первая премия | Вторая премия | Третья премия |
| ---- | --- | --- | --- |
| 1968 | Николай Камбулов, Разводящий ещё не пришёл (роман)                                                                   | Геннадий Семенихин, Космонавты живут на Земле (роман)                                                                | Николай Горбачёв, Звёздное тяготение (повесть) |
| 1970 | не присуждалась | Николай Асанов, Катастрофа отменяется (повесть)                                                                      | Георгий Свиридов, Победа достаётся нелегко (сборник)                                                                                              |
| 1972 | Михаил Колесников, Все ураганы в лицо. Без страха и упрёка (романы)                                                  | Александр Плотников, Молчаливое море (повесть)                                                                       | Николай Романов, Граница — рядом (роман) |
| 1974 | Вадим Кожевников, В полдень на солнечной стороне (роман)                                                             | Алесь Адамович, Хатынская повесть                                                                                    | девять книг: Максим Геттуев, Анатолий Ёлкин, Владимир Карпов, Александр Кулешов, Леонид Решетников, Владимир Садай, Юрий Стрехнин, Николай Флёров |
| 1975 | Юбилейные премии: Михаил Алексеев, Николай Доризо, Ольга Кожухова, Аркадий Первенцев, Иван Стаднюк, Михайло Стельмах | Юбилейные премии: Михаил Алексеев, Николай Доризо, Ольга Кожухова, Аркадий Первенцев, Иван Стаднюк, Михайло Стельмах | Юбилейные премии: Михаил Алексеев, Николай Доризо, Ольга Кожухова, Аркадий Первенцев, Иван Стаднюк, Михайло Стельмах                              |